# Aleksander Józef Sułkowski

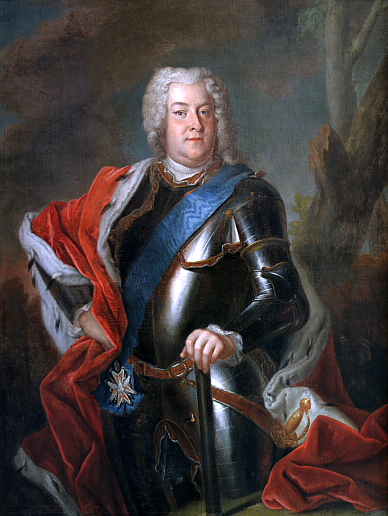
Graf Sułkowski im Harnisch mit der Schärpe des Ordens vom Weißen Adler, dessen Ritter er war

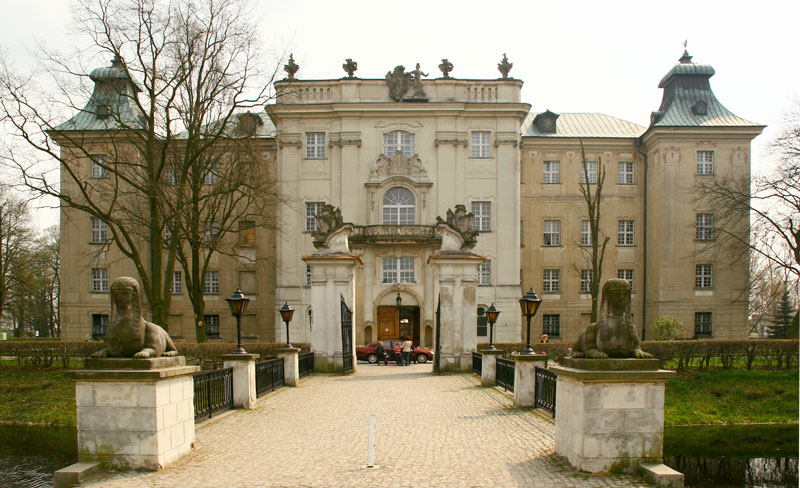
Schloss Reisen, 1742 bis 1745 im Auftrag Sułkowskis umgebaut

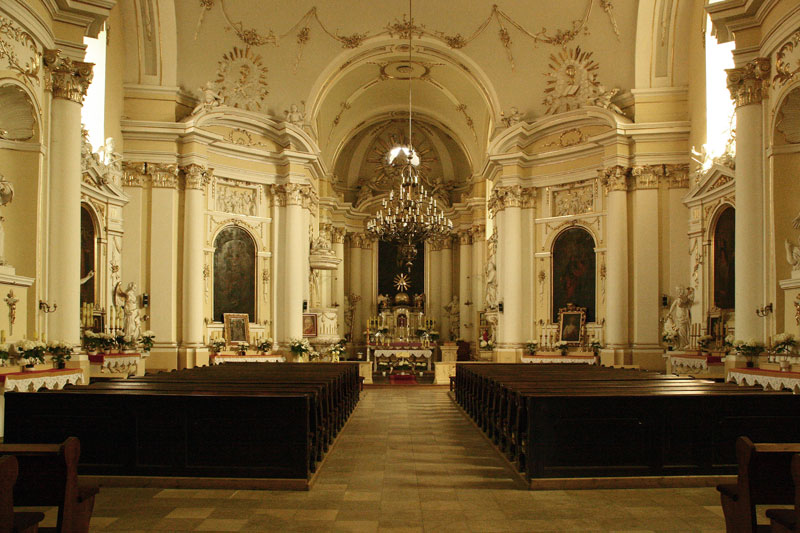
Die St.-Stanislaus-Kirche zu Reisen, 1746 bis 1751 im Auftrag Sułkowskis erbaut

Aleksander Józef Sułkowski (* 13. März 1695 in Krakau; † 21. Mai 1762 in Leszno), Reichsgraf Sułkowski, 1. Herzog von Bielitz, Graf zu Reisen, Lissa, Zduny und Kobylin; war ein einflussreicher sächsisch-polnischer Minister während der Herrschaft Augusts III.

## Leben
Aleksander Józef Sułkowski entstammte der alten polnischen Adelsfamilie Sułkowski. Sein Vater war Stanisław Sułkowski, der seit 1694 oder 1695 mit Elisabeth Szalewska verheiratet war.
Sułkowski machte sich zu Zeiten der Augusteischen Ära in Polen und Sachsen schon früh beliebt und schloss als Page am Dresdner Hof Freundschaft mit dem Kurprinzen Friedrich August, welcher seinem Vater August dem Starken 1733 als Kurfürst von Sachsen und König von Polen nachfolgte. Kurz nach seinem Regierungsantritt ernannte der nunmehrige August III. seinen mittlerweile unentbehrlich scheinenden Sułkowski, dem er bereits zu den Ämtern eines Oberjägermeisters von Litauen, Direktors der Parforcejagd sowie eines Obersten in der Kursächsischen Armee verholfen hatte, zum Oberkammerherr, Oberjägermeister von Kursachsen, General der Infanterie und Staatsminister des Auswärtigen und ließ ihn durch Kaiser Karl VI. in den Reichsgrafenstand des Heiligen Römischen Reiches erheben. Zudem schenkte er ihm das Schloss Übigau bei Dresden sowie das Fürstenbergsche Haus in Dresden und übertrug ihm die Oberaufsicht der ins Japanische Palais gelieferten Porzellane. Zudem übernahm er ab 1735 den Oberbefehl über die Truppen des Königs in Polen und wurde 1737 zum General en Chef der sächsischen Hilfstruppen im Siebten Türkenkrieg berufen. Zum Dank weitete der Kaiser Sułkowskis Indigenat auf alle kaiserlichen Erblande aus. Das Vortragsrecht beim König wurde auf ihn und seinen schärfsten Konkurrenten um die Macht, Heinrich von Brühl, beschränkt. Diesem gelang es jedoch am 5. Februar 1738 mit Hilfe des Hofbeichtvaters Ignaz Guarini und der Königin Maria Josepha den Grafen Sułkowski vollständig aus der Regierung zu verdrängen und in die Ungnade des Königs fallenzulassen. Er wurde der meisten Stellen bei Hofe entsetzt und verbannt, zudem kaufte der König Schloss Übigau zurück und Sułkowski zog sich verbittert ins Private zurück.
Im Jahre 1738 erwarb er vom exilierten polnischen Gegenkönig Stanislaus Leszczyński die Grafschaften Reisen und Lissa sowie andere Güter, welche er durch den Baumeister Carl Martin Frantz, einem Sohn des aus Reval stammenden Architekten Martin Frantz, aufwändig im Stile des Rokoko umgestalten ließ.
1752 gelang es ihm, die schlesische Standesherrschaft Bielitz sowie das Schloss zu kaufen und diese durch Kaiser Franz I. zu einem Fürstentum und sich selbst damit in den persönlichen Reichsfürstenstand zu erheben. Der Fürstentitel wurde 1754 durch Maria Theresia von Österreich auf seine Nachkommen ausgeweitet und Bielitz zum Herzogtum erhoben. Eigenmächtig pflegte Sułkowski in den Dienst- und Geschäftsschreiben seiner Herrschaft seine dort genannten Adelstitel um den Zusatz von Gottes Gnaden zu erweitern.
Von 1737 bis 1757 war er zudem im Besitz von Schloss Neschwitz.

## Ehen und Nachkommen

Wappen der Familie Sułkowski

Sułkowski heiratete am 31. Oktober 1728 Freiin Maria Franziska von Stein zu Jettingen (* 1712; † 1741), mit der er sieben Kinder zeugte:
- August Kasimir (* 15. November 1729; † 7. Januar 1786), seit 1762 Fürst von Reisen, königlich-polnischer Kammerherr, General der königlich-polnischen Armee und Kommandant des Rydzyna-Infanterieregiments, 1775–1776 Marschall des Sejm, seit 1766 mit Louise Mniszech verheiratet
- Alexander Anton (* 15. Oktober 1730, † 21. September 1786), seit 1762 2. Herzog von Bielitz, seit 1785 General der königlich-polnischen Armee, seit 1755 mit Eleanor Cetner verheiratet
- Franz de Paula (* 29. Januar 1733, † 22. April 1812), seit 1786 3. Herzog von Bielitz, Generalleutnant der königlich-polnischen Armee, seit 1759 mit Marianna Strzemeska († 1770) und seit 1776 mit Judyta Maria Montbelli de Biciard verheiratet
- Anton Paul (* 11. Juni 1734, † 16. April 1796), seit 1786 Fürst von Reisen, seit 1757 Oberst, seit 1762 General der königlich-polnischen Armee, Erbe der Stammgüter der Familie Sułkowski, seit 1766 mit Gräfin Marianna Działynska (1781 annulliert) und seit 1784 mit Caroline Bubna von Lititz verheiratet
- Marianna (* 1728; † 1749), seit 1747 mit Franciszek Jakub Szembek verheiratet
- Joanna (* 1736; † 1800), seit 1750 mit Fürst Peter Sapieha verheiratet
- Josepha Petronela (* 1737; † 1756), seit 1753 mit Fürst Ignaz Potocki verheiratet

Sułkowski heiratete erneut am 27. August 1743 in Danzig Komtesse Anna Teresa Prebendow (* 25. Juli 1721; † 1795), älteste Tochter des Woiwoden von Marienburg, Graf Peter Georg Prebendow († 29. Mai 1755) und der Urszula Potocka († 1796).

## Trivia
- Bekannt ist das nach ihm benannte Sulkowski-Ozier, ein Flechtmuster-Relief auf Meißner-Porzellan-Geschirren.

## Film
- In der aufwändig produzierten DDR-Filmreihe Sachsens Glanz und Preußens Gloria wurde er von Gunter Schoß gespielt.